# Chiesetta di San Michele (Lierna)
L'Oratorio di San Michele di Lierna è un antico monumento di preghiera di età longobarda e appartenente fino al 1202 al monastero di San Dionigi di Milano, situato a Lierna, nella frazione di Sornico.
La Chiesetta fu rimodellata nella sua forma attuale dal designer Achille Castiglioni con il padre Giannino Castiglioni.
La Chiesetta di San Michele di Lierna Lago di Como viene anche chiamata Oratorio storicamente nella Chiesa cattolica così venivano definite le Chiese di piccole dimensioni per la preghiera di fedeli di una comunità.
Un tempo era la segreta sede di una Confraternita del Lago di Como.

## Descrizione
L’antico oratorio di San Michele a Sornico, ha avuto una riedificazione all’inizio del Seicento, e riporta sulla facciata esterna un piccolo affresco del 1826 rappresentante San Michele arcangelo.
A destra della porta di ingresso è situata una scultura pregevole di una pila per l’acqua benedetta in pietra scolpita.
La sacrestia fu edificata nel 1731 e conserva una vasca dell'acqua Santa di Lierna, originale in marmo rosso. 
Sulle pareti ai lati dell’altare sono appesi due preziosi antichi dipinti ad olio di grandi dimensioni, rappresentante S. Luigi di Tolosa e l'altra raffigurante S. Antonio con le anime purganti che risalgono al 1688.